# Dallyana Passailaigue
Dallyana Marianela Passailaigue Manosalvas (sinh ngày 27 tháng 10 năm 1980) là một nhân vật truyền thông, vận động viên, và chính trị gia người Ecuador. Cô hiện là thành viên của Quốc hội đại diện cho tỉnh Guayas Electoral districts of Ecuador.

## Tuổi thơ
Dallyana Passailaigue được sinh ra tại Guayaquil vào ngày 27 tháng 10 năm 1980, con gái của cựu Bộ trưởng Giáo dục Roberto Passailaigue. Cô có bằng kỹ sư thương mại.
Cô là giám đốc du lịch cho tỉnh Guayas năm 2005.
Cô xuất hiện trên chương trình thể thao RedTeleSistema Copa.
Trên Nepavisa, cô là người dẫn chương trình trong chương trình Así somos. Cô rời vị trí này để học diễn xuất ở Madrid, tại Trường Phiên dịch Jorge Elines, và sau đó tại Ý, nơi cô học commedia dell'arte. Sau đó, cô trở lại mạng lưới để trở thành một phần của bản tin Televistazo, nơi cô trình bày phân đoạn tin tức thể thao.

## Sự nghiệp nghệ thuật và thể thao
Passailaigue đã xuất hiện trong một số tác phẩm điện ảnh và truyền hình của Ecuador. Vai diễn đầu tiên của cô là trong bộ phim hài TC Televisión của JSI - Jonathan Sangrera. Dưới sự chỉ đạo của Peky Andino, cô ấy đã xuất hiện trong sê-ri phim Secretos, với một số tập được phát sóng bởi Nepavisa.
Năm 2004, cô vào Ironman Triathlon ở Áo, đại diện cho Ecuador và xếp thứ bảy. Cô là người phụ nữ đầu tiên ở Ecuador tham gia cuộc thi và giành được đánh giá cao nhất cho một phụ nữ Mỹ Latinh. Passailaigue cũng là một tay đua xe máy. Cô đã tham gia cuộc thi Copa Loxa 2015 tại đường đua Yahuarcocha ở tỉnh Imbabura, kết thúc ở vị trí thứ ba.

## Đời sống chính trị
Trong 2017 Ecuador legislative election, Passailaigue giành được một ghế trong Quốc hội đại diện cho tỉnh Guayas cho Đảng Kitô giáo xã hội.